# Sugar y Spice
Cooper Coyle y Luca Coyle (nacidos el 19 de julio de 1998), mejor conocidos por sus respectivos nombres artísticos Sugar y Spice, son un dúo de hermanos drag estadounidenses originarios de Long Island, Nueva York. Son conocidos sobre todo por su presencia en TikTok y por ser concursantes individuales en la decimoquinta temporada de RuPaul's Drag Race.

## Primeros años
Cooper y Luca Coyle fueron criados en Long Island, Nueva York.

## Carrera drag
Sugar y Spice empezaron a destacar en Vine cuando eran adolescentes. En TikTok, el dúo tenía más de 3.8 millones de seguidores a principios de 2021 y 7.4 millones de seguidores en 2023.

### RuPaul's Drag Race
Sugar y Spice compitieron en la decimoquinta temporada de RuPaul's Drag Race, que fue estrenada en enero de 2023. Siendo los primeros concursantes hermanos en el programa. Durante el desafío Snatch Game, Sugar interpretó a Trisha Paytas y Spice a Miley Cyrus. El dúo realizó un lip sync con «You Better Run» de Pat Benatar, antes de que Sugar fuera eliminada. Charlie Grey de Queerty escribió, "Sabíamos que el lip sync de Sugar y Spice estaba destinada a suceder desde el momento en que fueron elegidas juntas para el programa, y no decepcionaron. La pareja ofreció un espectáculo completo con coreografía, bits y demasiada diversión, una encapsulación perfecta de la carrera de Sugar en esta temporada". Sugar y Spice terminaron en decimocuarto lugar y noveno lugar, respectivamente.

## Vida personal
Tanto Cooper como Luca son gais. En 2022, se trasladaron de Long Island al área metropolitana del Gran Los Ángeles.

## Filmografía

### Televisión
| Año  | Título                       | Papel        | Notas                                  | Ref    |
| ---- | ---------------------------- | ------------ | -------------------------------------- | ------ |
| 2023 | RuPaul's Drag Race           | Ellas mismas | Concursantes (14.º puesto, 9.º puesto) | [ 11 ] |
| 2023 | RuPaul's Drag Race: Untucked | Ellas mismas | Concursantes (14.º puesto, 9.º puesto) | [ 11 ] |

### Series web
| Año  | Título                    | Papel        | Notas                                                | Ref    |
| ---- | ------------------------- | ------------ | ---------------------------------------------------- | ------ |
| 2023 | Meet the Queens           | Ellas mismas | Especial autónomo de RuPaul's Drag Race Temporada 15 |        |
| 2023 | EW News Flash             | Ellas mismas | Invitadas                                            | [ 12 ] |
| 2023 | BuzzFeed Celeb            | Ellas mismas | Invitadas                                            | [ 13 ] |
| 2023 | Today with Hoda and Jenna | Ellas mismas | Invitadas                                            | [ 14 ] |
| 2023 | Drip or Drop              | Ellas mismas | Invitadas                                            | [ 15 ] |